# Sitniče
Sitniče (szerbül: Ситниче), település Szerbiában, a Raškai körzet Novi Pazar községében.

## Népesség
- 1948-ban 737 lakosa volt.
- 1953-ban 827 lakosa volt.
- 1961-ben 924 lakosa volt.
- 1971-ben 1 058 lakosa volt.
- 1981-ben 1 032 lakosa volt.
- 1991-ben 646 lakosa volt.
- 2002-ben 778 lakosa volt, akik közül 773 bosnyák (99,35%) és 5 ismeretlen.